# 127 Pułk Piechoty (Imperium Rosyjskie)
127 pułk piechoty (ros. 127-й пехотный Путивльский полк) – oddział piechoty armii Imperium Rosyjskiego.

## Charakterystyka
Sformowany w 1809. Stacjonował między innymi w m. Równe.
W przededniu I wojny światowej pułk etatowo posiadał cztery bataliony po cztery kompanie oraz kompanię tyłową. Kompania piechoty czasu wojny liczyła około 240 żołnierzy i 4–5 oficerów. Na szczeblu pułku występował także pododdział karabinów maszynowych (8 km), łączności (w tym 14 konnych gońców i 21 telefonistów) i zwiadowczy (64 zwiadowców, w tym 4 kolarzy). W sumie pułk liczył około 4000 żołnierzy.
Rozformowany w 1918.

## Podporządkowanie
Lipiec 1914:
- 11 Korpus Armijny – Równe[7]
  - 32 Dywizja Piechoty – Równe
    - 2 Brygada Piechoty – Równe
      - 127 pułk piechoty – Równe